# Mycogloea bullatospora
Mycogloea bullatospora är en svampart som beskrevs av Bandoni 1998. Mycogloea bullatospora ingår i släktet Mycogloea, ordningen Agaricostilbales, klassen Agaricostilbomycetes, divisionen basidiesvampar och riket svampar.   Inga underarter finns listade i Catalogue of Life.